# Wielki Europejski Dział Wodny

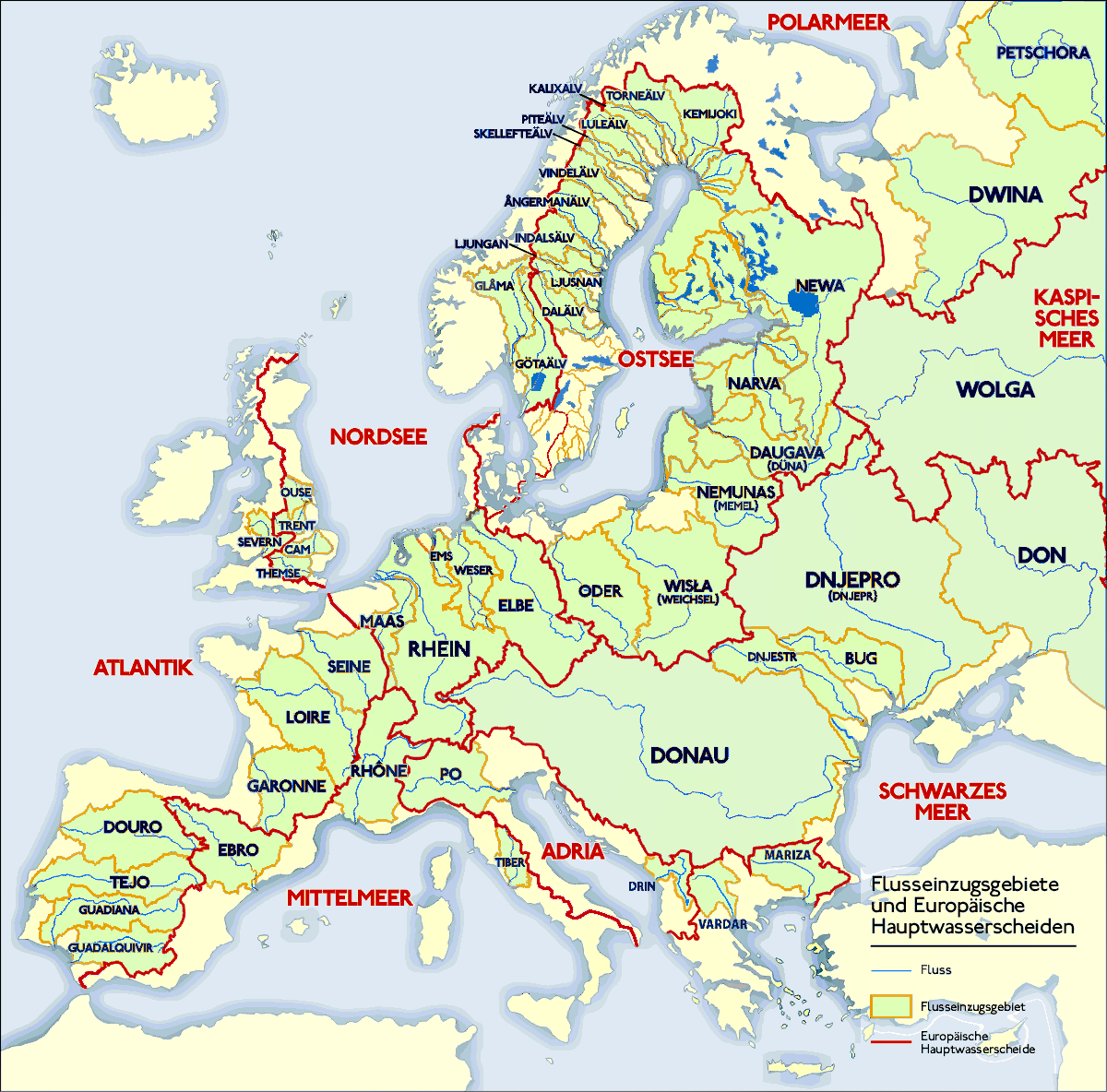
Główne działy wodne w Europie

Wielki Europejski Dział Wodny lub Europejski Dział Wodny – dział wód między zlewiskami Adriatyku, Morza Czarnego i Morza Śródziemnego, a zlewiskami Morza Bałtyckiego, Morza Północnego oraz rzek wpadających bezpośrednio do Atlantyku. W Polsce przebiega on mniej więcej wzdłuż granic południowych kraju przez Sudety i Karpaty, stąd też niemal cały obszar kraju znajduje się w zlewni Bałtyku. Rzeka Izera, której górny bieg częściowo znajduje się po polskiej stronie Gór Izerskich, uchodzi do Łaby i znajduje się w zlewni Morza Północnego. Górna część dorzecza Strwiąża w Ustrzykach Dolnych i okolicach, Czarna Orawa w Kotlinie Orawskiej oraz potoki Czadeczka i Krężelka na terenie Międzygórza Jabłonkowsko-Koniakowskiego w Jaworzynce znajdują się w zlewni Morza Czarnego. 
Interesującym miejscem jest obszar Masywu Śnieżnika na granicy polsko-czeskiej, gdzie zbiegają się zlewiska trzech mórz: Morza Bałtyckiego – Nysa Kłodzka wraz z dopływami (jako jedyne zlewisko po polskiej stronie masywu), Morza Czarnego – Morawa, będąca dopływem Dunaju i Morza Północnego – jeden z dopływów Cichej Orlicy, wpadającej do Łaby.
W Tatrach dział ten, co jest charakterystyczne i rzadko spotykane, biegnie w poprzek głównego grzbietu. Wskutek tego wypływająca na Słowacji rzeka Poprad początkowo płynie na południe, po czym po opuszczeniu gór zawraca w północnym kierunku, dokonuje przełomu Karpat i uchodzi do Dunajca w dorzeczu Wisły.